# فرانك أورورك (سياسي)
فرانك أورورك (بالإنجليزية: Frank O'Rourke)‏ هو سياسي أيرلندي، ولد في 11 يونيو 1969 في سلايغو في جمهورية أيرلندا. حزبياً، نشط في فيانا فايل. في 2016 Irish general election ‏، انتخب نائب دييل عن دائرة Kildare North (Dáil constituency) ‏ وقد انضم خلال فترته النيابية ‏ (10 مارس 2016 – ) للكتلة البرلمانية فيانا فايل.

## وصلات خارجية
- الموقع الرسمي